# John Steinbeck
John Ernest Steinbeck, Jr. (pron. /ˈstaɪnbɛk/; Salinas, 27 febbraio 1902 – New York, 20 dicembre 1968) è stato uno scrittore statunitense tra i più noti del XX secolo, autore di numerosi romanzi, racconti e novelle. Fu per un breve periodo giornalista e cronista di guerra nella seconda guerra mondiale.
Nel 1962 gli fu conferito il Premio Nobel per la letteratura con la seguente motivazione: "Per le sue scritture realistiche ed immaginative, che uniscono l'umore sensibile e la percezione sociale acuta". Considerato uno dei principali esponenti della cosiddetta "Generazione perduta", ha ricevuto anche la Medaglia presidenziale della libertà dal Presidente Lyndon B. Johnson il 14 settembre 1964.
Autore di numerosi romanzi e racconti, genio letterario del ventesimo secolo, è uno dei massimi esponenti della letteratura americana. Dopo aver frequentato la Stanford University senza mai laurearsi, comparve sulla scena letteraria con opere minori finché non raggiunse la notorietà con Pian della Tortilla (1935) a cui seguirono molti romanzi, racconti e saggi tra cui Uomini e topi, La lunga vallata, Furore (opera grazie a cui Steinbeck ricevette il Premio Pulitzer, considerata il massimo capolavoro dell'autore), La luna è tramontata, La valle dell'Eden, Quel fantastico giovedì ed infine Viaggio con Charley.
Steinbeck morì all’età di 66 anni, in seguito a una crisi respiratoria acutizzata dall'asma, il 20 dicembre del 1968 nella sua casa di New York.

## Biografia

### L'infanzia e gli studi
John Steinbeck nacque il 27 febbraio 1902 nella cittadina rurale di Salinas, in California. Il padre, John Ernst Steinbeck Sr., di origini tedesche e inglesi, era il tesoriere della contea di Monterey, mentre la madre, Olive Hamilton Steinbeck, di origine irlandese, donna dal carattere molto determinato, era insegnante. Il nonno Johann Adolf Großsteinbeck (1828–1913) era nato a Heiligenhaus ed emigrato negli Stati Uniti d'America nel 1858. John ebbe un'infanzia serena, insieme alle due sorelle maggiori Esther (1892) ed Elizabeth (1894) e alla sorella minore Mary (1905), crebbe sviluppando un legame affettivo molto forte con l'ambiente della valle di Salinas e della vicina costa del Pacifico dove la famiglia soleva trascorrere i fine settimana estivi.
A 14 anni John, ragazzino timido e schivo, decise che avrebbe fatto lo scrittore e trascorse parte dell'adolescenza scrivendo racconti e poesie.
Nel 1919 iniziò gli studi presso la Stanford University e frequentò corsi di letteratura inglese e scrittura creativa. Dal 1919 al 1925, Steinbeck interruppe spesso gli studi per svolgere lavori occasionali e temporanei venendo a contatto con un ambiente che influenzerà notevolmente i suoi romanzi. Costretto ad abbandonare definitivamente l'università alle soglie della laurea, cercò di entrare nel mondo letterario pubblicando, sulle riviste e sui giornali disposti ad accoglierlo, articoli, racconti e poesie e nel 1925 tentò di trasferirsi a New York che era in quel periodo il centro della vita intellettuale statunitense, ma l'anno successivo dovette ritornare in California.
Steinbeck racconterà questa sua esperienza, con maturità e auto-ironia in Come si diventa newyorkesi.

### Gli esordi
A New York Steinbeck lavorò per un brevissimo periodo come giornalista per il quotidiano New York American. Tornato in California lavorò dal 1926 al 1928 come custode di una residenza estiva sul lago Tahoe, quest'attività gli lasciò molto tempo libero e nell'agosto del 1929 pubblicò il suo primo romanzo Cup of Gold, tradotto in Italia con il titolo "La santa Rossa", appena due mesi prima del "giovedì nero" di Wall Street.
Il 14 gennaio 1930 sposò Carol Henning e i due si trasferirono a Pacific Grove, dove vissero per qualche tempo con il sostegno economico della famiglia di John.
Nello stesso anno Steinbeck conobbe il biologo marino e filosofo Edward Ricketts; il rapporto di amicizia e i lunghi scambi di idee con Ricketts influenzarono molto il pensiero di Steinbeck.

### I primi romanzi di Steinbeck

#### Cup of Gold(La santa Rossa)
Unico romanzo storico dell'autore, narra la vita di Henry Morgan, un garzone di fattoria del Galles che, dopo aver ricevuto da un eremita profezie di successo, parte per le Indie occidentali dove, in seguito a varie avventure e disavventure, diventa capitano di una nave pirata.
Morgan compie le imprese più svariate, tra cui il saccheggio di Panama e riesce ad impossessarsi del tesoro spagnolo che vi è custodito ma non riesce a conquistare l'amore di una donna bellissima chiamata la "santa rossa".
Ritorna in Giamaica e si costruisce una identità di tutto rispetto come capofamiglia e governatore vivendo fino alla fine dei suoi giorni ricco e tranquillo.
Come i due romanzi successivi - The Pastures of Heaven del 1932 (I pascoli del cielo) e To a God Unknown del 1933 (Al dio sconosciuto) - La santa Rossa non ottenne particolare successo né di critica né di pubblico.

#### The Pastures of Heaven(I pascoli del cielo)
The Pastures of Heaven (I pascoli del cielo) venne pubblicato nel 1932 e in esso vengono narrate alcune storie di famiglie contadine tra le quali quella dei Munroe, che portano nella bella e tranquilla valle dei "pascoli del cielo", in California, il caos e l'infelicità per sé e per gli altri a causa di una atavica maledizione.
Nel romanzo, che in realtà è composto da una serie di racconti unificati dal luogo e dalla presenza di alcuni personaggi che si ripresentano in ogni storia, Steinbeck riesce a cogliere le passioni e i sentimenti che si agitano in questo piccolo mondo, che riflettono quelli di una intera e varia umanità, creando un affresco vivo e realistico.
Le storie dei personaggi, come la storia di Molly, una giovane e bella maestrina, quella del vecchio e saggio John Whiteside o del piccolo e simpatico Robbie, si intrecciano e si svolgono in un susseguirsi di avvenimenti avvincenti e commoventi.

#### To a God Unknown(Al Dio sconosciuto)
Come nel precedente romanzo si narra la vicenda che porta alla rovina una famiglia di contadini, i Wayne, che si trasferiscono dal Vermont in California nella speranza di trovare terre migliori ma dopo un breve periodo di prosperità la siccità li riduce in rovina. Il capofamiglia, che ha elaborato una intensa percezione religiosa della natura e della fertilità, decide così di compiere un sacrificio mistico alla madre-terra suicidandosi e versando nel terreno il suo sangue. A quel punto, finalmente, arriverà la pioggia.
Il titolo, che letteralmente andrebbe tradotto A un Dio sconosciuto, è una citazione dagli Atti degli Apostoli, là dove Saulo (San Paolo) va ad Atene per convertire gli ateniesi, e avendo notato che la città ha eretto un'ara per ciascun dio conosciuto e perfino un'ara dedicata "a un Dio sconosciuto", inizia la sua orazione nell'Areopago ateniese dicendo appunto: "Ho trovato un'ara con l'iscrizione 'al Dio sconosciuto'. Colui che voi adorate senza conoscere, io ve l'annunzio." (Atti 17,23).

### L'età del successo
Nel 1934 morì la madre, e l'anno successivo il padre. Il 1935 è anche l'anno dell'incontro con Pascal Covici, che sarà il suo curatore per tutta la vita (anche quando si spostò alla Viking Press), e con Elizabeth Otis, che sarà (in società con Mavis McIntosh) la sua agente letteraria e cinematografica. I primi successi arrivarono giusto allora con la pubblicazione di Tortilla Flat (Pian della Tortilla).

#### Tortilla Flat(Pian della Tortilla)
Pian della Tortilla venne subito acquistato da Hollywood per quattromila dollari circa e da quel momento inizia per lo scrittore la fama e il benessere. Lo stesso presidente Roosevelt dimostra grande ammirazione per lo scrittore che diventerà suo amico e spesso ospite della Casa Bianca.
Il romanzo prende il nome dal Piano della Tortilla che è un quartiere di vecchie baracche a Monterey, dove vivono i paisanos, ultimi discendenti dei californiani di sangue spagnolo che vivono di mille espedienti, amanti del bere e del mangiare, della vita tranquilla e oziosa.
Le vicende raccontate sono quelle di un'alleanza tra sette paisanos e cinque cani che si svolgono con il ritmo di un'antica storia cavalleresca e termina in modo tragico con la morte del capo gruppo, Danny.
Il romanzo, scritto nel periodo della Depressione, vuole essere una violenta satira della falsa rispettabilità borghese; da esso venne tratto nel 1942 il film Gente allegra con la regia di Victor Fleming e come interpreti Spencer Tracy, Hedy Lamarr, John Garfield, Frank Morgan.
Nell'ottobre del 1936 venne pubblicato il romanzo In Dubious Battle (La battaglia) che tratta di uno sciopero dei lavoratori stagionali nell'agricoltura.
In seguito Steinbeck ottenne l'incarico dal San Francisco News di scrivere una serie di articoli (intitolata poi The Harvest Gipsy) sulle condizioni di vita degli immigranti trasferitisi dall'Oklahoma alla California.
Utilizzando il materiale raccolto per la redazione degli articoli scrisse il romanzo Of Mice and Men (Uomini e topi) dal quale trasse l'omonima opera teatrale rappresentata per la prima volta il 23 novembre dello stesso anno a New York. Se ne era interessato il regista George S. Kaufman, con il quale discusse qualche scena, ma poi si disinteressò, al punto di disertare la prima. Lo spettacolo teatrale, con Wallace Ford, Broderick Crawford e Claire Luce, fu un successo.

#### Of Mice and Men(Uomini e topi)
In questo breve romanzo, Steinbeck riprende il tema sociale del problema della ricerca di un lavoro stabile e di una vita sicura, nonché quello della protesta contro lo sfruttamento del povero e dell'irregolare da parte di un mondo retrivo.
In verità il romanzo è anche la parabola di un destino tirannico che tiene le sue vittime al di qua della felicità, senza permettere loro di emanciparsi o di accedere al successo. Il romanzo ha le cadenze di una tragedia e, benché sia scritta in modo narrativo, sembra suddivisa in atti teatrali (forse l'autore meditava fin dall'inizio una sua trasposizione per le scene, come in effetti avvenne). L'azione è tutta ambientata in una fattoria dove lavorano e vivono in dure condizioni alcuni braccianti salariati raccoglitori di orzo, fra i quali George, il protagonista, e il suo amico Lennie, dotato dal destino di una forza erculea ma affetto da un ritardo mentale. Lennie, consapevole della propria inferiorità mentale, affida il suo futuro a George, con il quale condivide il sogno di poter un giorno comprare una fattoria. Altri protagonisti di questo romanzo-tragedia sono il bracciante nero Crooks, il vecchio Candy, il padrone, Curley, il figlio del padrone, e sua moglie, una donna dal fisico provocante e dall'animo insoddisfatto che è al centro dei desideri di tutti i maschi della fattoria e che finisce per attirare, tragicamente, anche le attenzioni di Lennie.
In questo piccolo mondo chiuso e violento si intrecciano gelosie, sogni e speranze. Ma le speranze si frantumano quando George scopre che il suo amico Lennie, tentando di difendersi dalle insistenti provocazioni della moglie del padrone, inconsapevole della propria forza fisica, l'ammazza spezzandole il collo. George, con un gesto di così grande umanità che commuove, sottrae Lennie alla vendetta degli uomini e alla giustizia sommaria che gli sarebbe toccata e, dopo che la morte della donna è stata scoperta, uccide il suo amico sparandogli un colpo di pistola alla nuca.

#### The Grapes of Wrath(Furore)
Dopo una raccolta di racconti brevi pubblicata nel 1938 uscirà nel 1939 il suo romanzo più celebre, The Grapes of Wrath (Furore).
Nonostante il successo il romanzo subì un violento attacco politico a causa delle descrizioni dei conflitti fra lavoratori stagionali e proprietari terrieri, per il linguaggio considerato volgare e l'orientamento giudicato eccessivamente "di sinistra". Steinbeck pur simpatizzando per la sinistra era un convinto sostenitore del New Deal di Franklin D. Roosevelt. Nonostante le critiche il romanzo fu premiato nel 1940 con il Premio Pulitzer. Da Furore John Ford trasse, quello stesso anno, il famoso film omonimo interpretato da Henry Fonda che ottenne 7 nomination al premio Oscar.
Fino a Furore il tema di fondo dei libri di Steinbeck è la California con la vita e i costumi degli abitanti della valle di Salinas che vengono rievocati con commozione o ironia ma sempre con un semplice realismo dove la denuncia sociale non è, come negli altri scrittori realisti del periodo della Depressione, un'accusa senza speranza di un'America in rovina, ma è sempre ispirata da un umanitarismo sereno.
Come scrive Alfred Kazin: "il dono di Steinbeck non consisteva tanto in una risorsa letteraria quanto in una visione della vita profondamente armoniosa e pacifica. In un periodo di esaurimento per tanti scrittori migliori di lui, egli si era immedesimato nella vita della vallata di Salinas, trovando un certo equilibrio spirituale nel far la cronaca dei cicli di vita dei coltivatori della vallata, dei suoi mistici, dei suoi avventurieri, studiando i suoi processi di sviluppo, immergendovisi con interesse affettuoso ed intimo per le vicende umane dal punto di vista biologico. Steinbeck si identifica talmente con la vita della sua vallata nativa, da ritrarne una comprensiva visione prospettica della natura animale della vita umana e un mezzo di riconciliazione con la gente come tale".
Il titolo, The Grapes of Wrath, che significa letteralmente I frutti dell'ira, è una citazione biblica, come lo è anche Al dio sconosciuto (vedi sopra).

### Guerra e dopoguerra
Dopo il grande successo ottenuto con Furore, Steinbeck continuò a scrivere e a viaggiare fino al 1942 quando, separatosi dalla moglie, lasciò la California per trasferirsi a New York dove convisse con la cantante Gwyndolyn Conger che sposò nel 1943.
Aveva intanto girato, nel 1940, un documentario sulle condizioni di vita nelle aree rurali del Messico, The Forgotten Village e preso parte ad una spedizione marina a bordo del "Western Flyer", organizzata da Edward Ricketts, nel Golfo di California che verrà poi descritta nel libro scritto in collaborazione con l'amico, "The Sea of Cortez", che verrà pubblicato nel 1941.

#### L'amicizia tra Ricketts e Steinbeck
Steinbeck conobbe Ed Ricketts nell'ottobre del 1930 a Carmel, presso la villa di un amico, e nel brano del libro “About Ed Ricketts” egli narra del loro incontro ambientandolo in uno studio dentistico. Affini per carattere ed interessi, strinsero subito una forte amicizia e condivisero idee ed esperienze.
L'influenza che Ricketts ebbe sugli scritti e sul pensiero di Steinbeck fu grande e come scriverà Jackson Benson nella sua biografia, i temi principali affrontati negli scritti di Steinbeck "furono sviluppati e nutriti dalla ricca fonte del loro reciproco e comune entusiasmo nell'approfondire teorie e le loro implicazioni." Il periodo, tra il 1930 e il 1941, che vide Steinbeck e Ricketts insieme fu senza dubbio per lo scrittore uno tra i più produttivi dal punto di vista letterario.
Ricketts ispirò a Steinbeck il personaggio di "Doc" nel romanzo Cannery Row (Vicolo Cannery) e Sweet Thursday (Quel fantastico giovedì), di "Doc Burton" in In Dubius Battle (La battaglia), la figura di "Casy" in The Grapes of Wrath (Furore) e del "Dottor Winter" in The Moon Is Down (La luna è tramontata).
Si deve a Steinbeck la parte di narrativa di Sea of Cortez e più tardi il breve e commovente saggio a carattere biografico About Ed Ricketts scritta nell'introduzione all'edizione Viking pubblicata come The Log from the Sea of Cortez nel 1951. Steinbeck rivide il saggio filosofico di Ricketts "Essay on Non-Teleological Thinking", e lo inserì come il capitolo "Easter Sunday" di "The Log from the Sea of Cortez", pubblicato con il nome dello stesso Steinbeck.
"The Log from the Sea of Cortez" del 1951 differisce da "The Sea of Cortez" del 1941 per l'omissione del catalogo filogenetico scritto da Ricketts, per la scomparsa del nome dell'autore e per il saggio About Ed Ricketts inserito nell'introduzione.
In edizioni successive a quella dell'editore Living, venne però rimesso in copertina il nome di Ricketts.

#### The Moon Is Down(La luna è tramontata)
Nel 1942, era nel frattempo scoppiata la guerra, Steinbeck scrisse La luna è tramontata, un romanzo sull'occupazione nazista in Norvegia che rappresenta un fatto nuovo nella narrativa steinbeckiana.
La vicenda è ambientata in un piccolo villaggio norvegese sconvolto all'improvviso dall'arrivo delle truppe di occupazione naziste. Dopo un primo momento di disorientamento, tuttavia, il bisogno di libertà spinge i pacifici contadini a organizzarsi in una resistenza armata, mentre il sindaco Orden accetta di morire pur di non ostacolarla.
Nel 1943 trascorse sei mesi, dal 21 giugno al 10 dicembre, sul fronte europeo come inviato speciale del "New York Herald Tribune" e ne rimase sconvolto. Gli articoli scritti in quell'occasione verranno in seguito raccolti in volume e pubblicati nel 1958 con il titolo Once there was a War (C'era una volta una guerra) dove narra, nello stesso modo partecipe usato nei romanzi, la vita dei soldati, senza soffermarsi su episodi di eroismi, ma raccontando il disperato quotidiano tentativo di sopravvivere ai pericoli.
Nel 1944 la famiglia si trasferì a Monterey dove nacque il primo figlio, Thom, e nel 1946 il secondo, John IV. Sempre nel 1944 collaborò con Orson Welles, per il suo programma radiofonico The Orson Welles Almanac, sulla CBS: il 18 gennaio per la lettura del suo racconto Letter to Mother, il 25 gennaio per Flyer Come Home e il 19 luglio per With Your Wings, racconto sull'aviatore nero William Thatcher, andato perduto per 70 anni e ritrovato negli archivi dell'Università del Texas a Austin solo nel 2014 da Andrew F. Gulli, direttore della rivista Strand Magazine, sul quale è stato finalmente pubblicato.
Intanto escono altri film tratti da suoi racconti, come Lifeboat (1944), di Alfred Hitchcock (uscito in Italia con il titolo Prigionieri dell'oceano), oppure A Medal for Benny (1945), di Irving Pichel (titolo italiano: L'ombra dell'altro), con Dorothy Lamour.
Nel 1947, su incarico del New York Herald Tribune, fece un viaggio in Russia insieme al fotografo Robert Capa.

#### The Wayward Bus(La corriera stravagante)
Sempre nel 1947 pubblicò un nuovo romanzo che si rifaceva allo stile fantasioso e allegro del picaresco Pian della Tortilla dal titolo The Wayward Bus (La corriera stravagante), storia di un autobus guidato da un conduttore mezzo irlandese e mezzo messicano sotto la protezione dell'Immacolata Vergine di Guadalupe che rimane bloccato con i suoi passeggeri nella verde vallata californiana.
Nel 1948, anno funestato dalla morte di Ricketts, pubblicò un diario di viaggio, A Russian Journal e divorziò da Gwyndolyn Conger per sposare, nel 1950, Elaine Anderson Scott.

### Gli ultimi anni
Negli anni successivi alla guerra Steinbeck faticò a replicare il successo del periodo precedente; i suoi romanzi Cannery Row e Sweet Thursday furono criticati da alcuni che vi ravvisavano una replica di Tortilla Flat.
L'America era profondamente cambiata e la sua visione pacifista e naturalista della realtà appare ai più superata.

#### East of Eden(La valle dell'Eden)
Dopo un periodo di viaggi in Europa e in Africa, scrive ancora racconti, sceneggiature e romanzi finché nel 1952 pubblicò il romanzo East of Eden (La valle dell'Eden) che fu nuovamente un successo.
Dal romanzo venne tratto da Elia Kazan, nel 1955, un famoso film dal titolo omonimo interpretato da James Dean e Julie Harris, che ottenne 4 nomination al premio oscar.
Del 1952 è la sceneggiatura di Viva Zapata!, film diretto da Elia Kazan con Marlon Brando nel ruolo di protagonista.
A partire dal 1954, quando durante un lungo viaggio all'estero divenne corrispondente del giornale francese "Le Figaro" ed ebbe contatti con Roberto Rossellini e Ingrid Bergman, Steinbeck visse con la moglie a Sag Harbor, sulla Long Island di New York, pur continuando a viaggiare (per esempio visse quasi tutto il 1959 a Bruton, in Inghilterra).

#### The Winter of Our Discontent(L'inverno del nostro scontento)
Nel 1961 scrive L'inverno del nostro scontento che è la storia del fallimento di un'esistenza e un atto d'accusa amaro contro l'America contemporanea.
La storia si svolge nel Long Island dove il protagonista, Ethan Allen Hawley, discendente da un'antica stirpe di balenieri, trascorre la vita tra la famiglia e il negozio di drogheria dove fa il commesso.
Insoddisfatto per la vita che fa e influenzato dal mito americano del successo, vuole conquistare la ricchezza e progetta una rapina perfetta.
Il titolo è l'incipit del monologo di apertura del Riccardo III di Shakespeare.

#### Travels with Charley in Search of America(Viaggio con Charley)

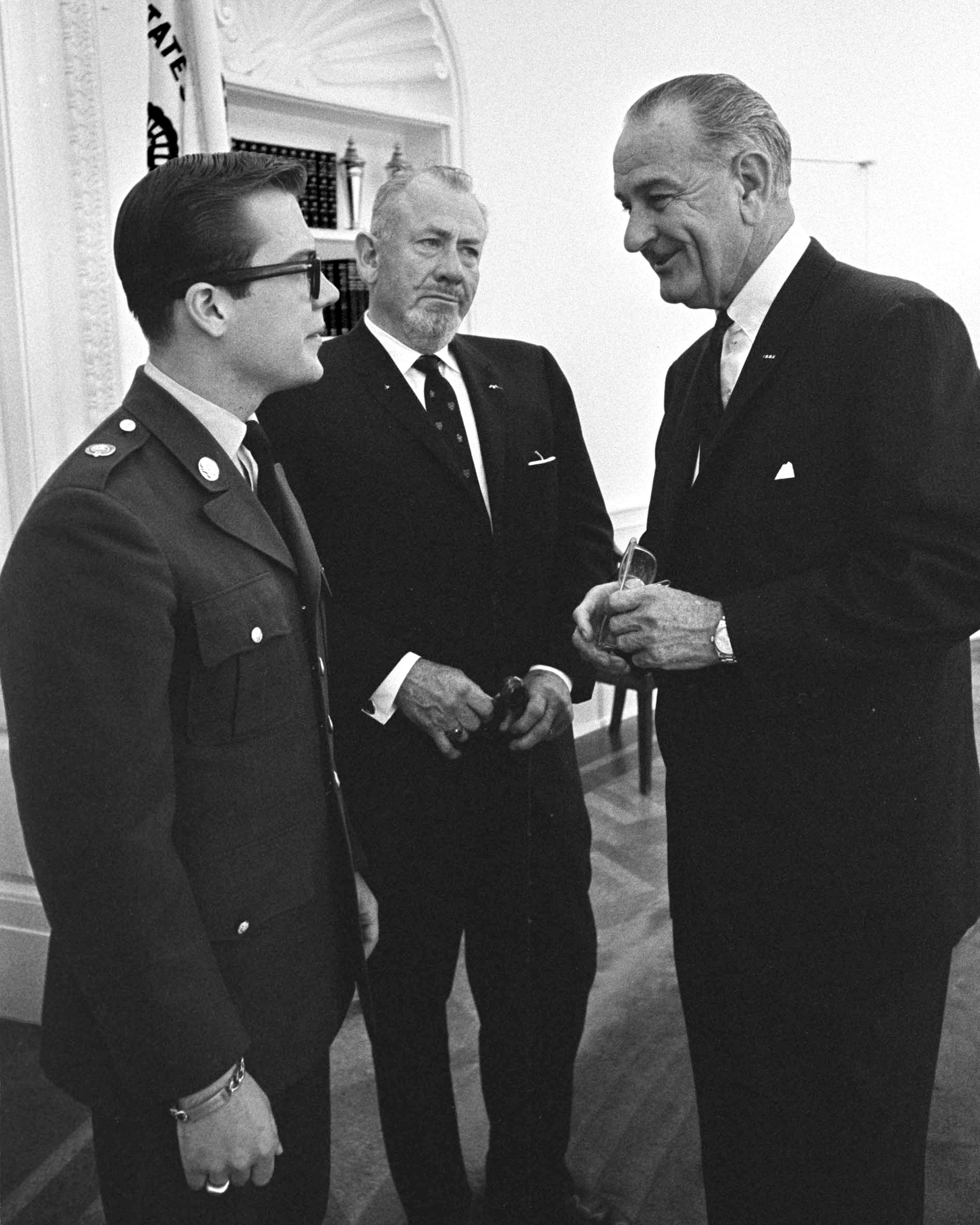
John Steinbeck in visita alla Casa Bianca, al centro fra il figlio John (a sinistra) e il Presidente Lyndon B. Johnson.

Nel 1960, Steinbeck, in epoca di economia consumistica, si rimette in strada sopra un'auto-roulotte, che chiama Ronzinante attrezzata con tutti i ritrovati moderni per farla assomigliare il più possibile a una sua abitazione, e compie un viaggio attraversando gli Stati Uniti insieme al suo cane Charley.
Charley è un barboncino francese, ammalato di prostatite, che risponde ai comandi solamente in francese e ha i modi di un vecchio gentiluomo. Charley non è solamente un compagno di viaggio ma l'ascoltatore dei monologhi del padrone che, quando è sera o nelle pause di attesa, gli parla dei suoi scrittori preferiti, come Sinclair Lewis e Thomas Wolfe.
Nel libro, che venne pubblicato nel 1962 con il titolo di Travels with Charley (Viaggio con Charley) si sentono, sia all'inizio che alla fine, gli influssi di Moby Dick e di Palme selvagge di William Faulkner.

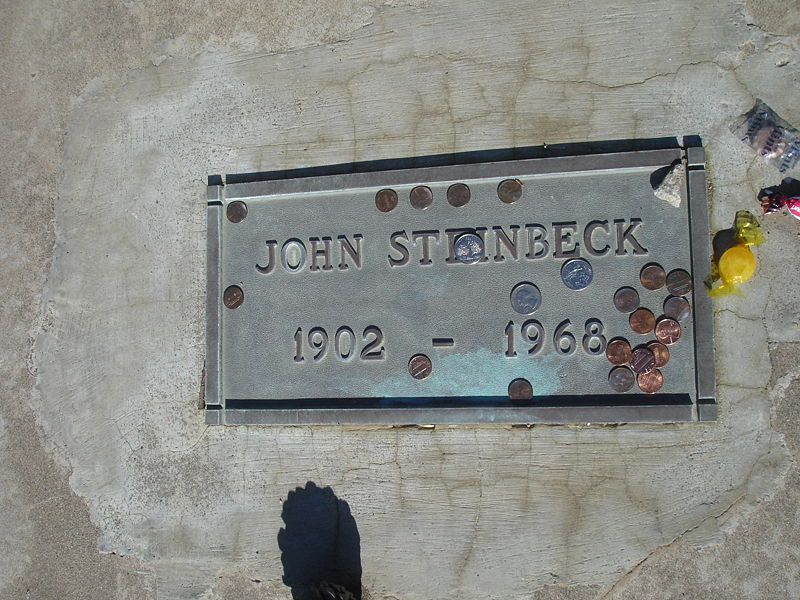
La lapide sulla tomba di Salinas.

Altri viaggi lo portarono (questa volta con i figli Thom e John e un loro giovane tutore, Terrence McNally, che più tardi diventerà sceneggiatore e drammaturgo) a Dublino, Firenze, Roma, Capri, in Grecia, ma la salute malferma lo fece tornare a Sag Harbor, dove accendendo il televisore per seguire la crisi dei missili di Cuba, che accadeva in quei giorni del 1962, sentì annunciare che gli era stato conferito il Premio Nobel per la Letteratura.
Nel 1963 fece un viaggio a Mosca, Varsavia e Praga, mantenendo rapporti con scrittori oltre la cortina di ferro (ma in questi ultimi anni scrisse e ricevette lettere con personalità di rilievo, tra cui anche i presidenti John F. Kennedy e Lyndon Johnson). Nel 1966 viaggiò ancora nel sud-est asiatico, scrivendo articoli per la rivista "Newsday".
Morì il 20 dicembre del 1968 e le sue ceneri sono sepolte al Garden of Memories Cemetery di Salinas.

## Opere

### Narrativa
- La Santa Rossa (Cup of Gold: A Life of Sir Henry Morgan, Buccaneer, With Occasional Reference to History) (1929)
- I pascoli del cielo (The Pastures of Heaven) (1932)
- Il cavallino rosso (The Red Pony) (1933), poi in The Long Valley
- Al Dio sconosciuto (To a God Unknown) (1933)
- Pian della Tortilla (Tortilla Flat) (1935)
- La battaglia (In Dubious Battle) (1936)
- Uomini e topi (Of Mice and Men) (1937)
- La lunga vallata: racconti (The Long Valley) (1938)
- Furore (The Grapes of Wrath) (1939)
- The Forgotten Village (1941)
- La luna è tramontata (The Moon Is Down) (1942)
- Vicolo Cannery (Cannery Row) (1945)
- La corriera stravagante (The Wayward Bus) (1947)
- La perla (The Pearl) (1947)
- Che splendida Ardi (Burning Bright) (1950)
- La valle dell'Eden (East of Eden) (1952)
- Quel fantastico giovedì (Sweet Thursday) (1954)
- Il breve regno di Pipino IV (The Short Reign of Pippin IV: A Fabrication) (1957)
- L'inverno del nostro scontento (The Winter of Our Discontent) (1961)
- Le gesta di re Artù e dei suoi nobili cavalieri (The Acts of King Arthur and His Noble Knights) (1976), postumo
- Uncollected Stories of John Steinbeck (1986)
  - His Father
  - The Summer Before
  - How Edith McGillcuddy met R. L. Stevenson
  - Reunion at the Quiet Hotel
  - The Miracle of Tepayac
  - The Gifts of Iban
  - The Time the Wolves Ate the Vice-Principal

### Saggistica e giornalismo
- The Harvest Gypsies: On the Road to the Grapes of Wrath [articoli scritti nel 1936]
- J. Steinbeck-Ed Ricketts, Diario di bordo dal mare di Cortez (Sea of Cortez: A Leisurely Journal of Travel and Research, 1941; The Log From the Sea of Cortez, with a new prefatory section: About Ed Ricketts, 1951), traduzione di R. Martignon, Collana Letteraria, Milano, Jaca Book, 1983, ISBN 978-88-165-0006-8. - a cura di Luigi Sampietro, Collana Tascabili, Milano, Bompiani, 2019, ISBN 978-88-301-0072-5.
- Missione compiuta. Storia della squadra di un bombardiere durante la Seconda Guerra Mondiale (Bombs Away: The Story of a Bomber Team, 1942), introduzione di James Meredith, Collana Overlook, Milano, Bompiani, 2011, ISBN 978-88-45-26995-0.
- Diario russo (A Russian Journal, 1948), traduzione di Giorgio Monicelli, corredato di fotografie di Robert Capa, Collezione Quaderni della Medusa n.35, Milano, Mondadori, 1950. - Pubblicato col titolo La mia Russia. Ricordi di un mondo nuovo, Biblioteca del vascello, 1993, ISBN 978-88-7227-427-9; col titolo Diario russo, Introduzione di Luigi Sampietro, Collana Tascabili narrativa, Milano-Firenze, Bompiani, 2018, ISBN 978-88-452-9913-1.
- C'era una volta una guerra. Cronache della Seconda Guerra Mondiale (Once There Was a War, 1958), traduzione di Sergio Claudio Perroni, Collana Overlook, Milano, Bompiani, 2011  [Leonardo, 1993], ISBN 978-88-45-26656-0. [articoli scritti per The New York Herald Tribune come inviato in Europa dal giugno al dicembre 1943]
- Viaggio con Charley (Travels with Charley: In Search of America, 1962). [viaggio su strada attraverso gli USA nel 1960]
- L'America e gli americani e altri scritti (America and Americans and Selected Nonfiction, 1966), a cura di Bruno Osimo, trad. Bruno Osimo e Daniel Russo, Alet Edizioni, 2008, ISBN 978-88-75-20101-2.
- Vietnam in guerra. Dispacci dal fronte (Steinbeck in Vietnam. Dispatches from the War, University of Virginia Press, 2012), traduzione di Rossana Macuz Varrocchi, a cura e con un saggio di Thomas E. Burder, prefazione di Cinzia Scarpino, Collana Le Guerre, Gorizia, LEG, 2017, ISBN 978-88-61-02399-4. [58 articoli scritti per Newsday da Vietnam, Laos, Thailandia dal dicembre 1966 al maggio 1967]

### Teatro e cinema
- Uomini e topi (Of Mice and Men) (1937) - trasposizione teatrale del romanzo omonimo
- La luna è tramontata (The Moon Is Down) (1942) - trasposizione teatrale del romanzo omonimo
- Viva Zapata! (1952) - sceneggiatura del film omonimo, pubblicata postuma nel 1975
- Pipe Dream (1954) (commedia musicale ispirata a Quel fantastico giovedì)

### Biografie, interviste e lettere
- The Art of Fiction (1969) (intervista a Paris Review)
- East of Eden - Journal of a Novel (1969) (lettere a tema a Pascal Covici, amico editor della Viking Press)
- A Life in Letters (1975) (scelta di lettere a cura della vedova Elaine e dall'amico Robert Wallsten)
- Letters to Elizabeth (1978) (lettere a Elizabeth Otis, suo agente a New York)
- Conversations with John Steinbeck (1988), a cura di Thomas Fensch, University Press of Mississippi
- Working Days - The Journals of The Grapes of Wrath (1989), a cura di Robert DeMott
- Jackson J. Benson, John Steinbeck. A Biography (1990), Penguin Books
- Fernanda Rossini, John Steinbeck. Voce inquieta del sogno americano, Edizioni Ares, Milano 2023

## Premi
- 1962 - Premio Nobel per la letteratura;
- 1940 - Premio Pulitzer per il romanzo Furore (The Grapes of Wrath) del 1939.

## Adattamenti dalle sue opere
- Uomini e topi (Of Mice and Men), regia di Lewis Milestone (1939)
- Furore (The Grapes of Wrath), regia di John Ford con Henry Fonda che ottenne 7 nomination all'oscar (1940)
- The Forgotten Village, regia di Herbert Kline e Alexander Hammid (1941), collaborazione diretta
- Gente allegra (Tortilla Flat), regia di Victor Fleming (1942)
- The Moon is Down, regia di Irving Pichel (1943)
- Prigionieri dell'oceano (Lifeboat), regia di Alfred Hitchcock (1944)
- L'ombra dell'altro (A Medal for Benny), regia di Irving Pichel (1945)
- La perla, regia di Emilio Fernández (1947), collaborazione diretta
- Il cavallino rosso, regia di Lewis Milestone (1949), collaborazione diretta
- Viva Zapata!, regia di Elia Kazan (1952), collaborazione diretta
- La valle dell'Eden (East of Eden), regia di Elia Kazan che ottenne 4 nomination al premio oscar (1955)
- The Wayward Bus, regia di Victor Vicas (1957)
- The Red Pony, regia di Robert Totten (1973) (film TV)
- East of Eden, regia di Harvey Hart (1981) (mini-serie TV)
- Of Mice and Men, regia di Reza Badiyi (1981) (film TV)
- Cannery Row, regia di David S. Ward (1982)
- The Winter of Our Discontent, regia di Waris Hussein (film TV)
- The Grapes of Wrath, regia di Kirk Browning e Frank Galati (1991) (film TV)
- Uomini e topi (Of Mice and Men), regia di Gary Sinise (1992)
- The Pearl, regia di Alfredo Zacarias (2001)
- East of Eden, regia di Tom Hooper (2011) (annunciato)
- In Dubious Battle, regia di James Franco (2016)